# Kościół Santa Croce

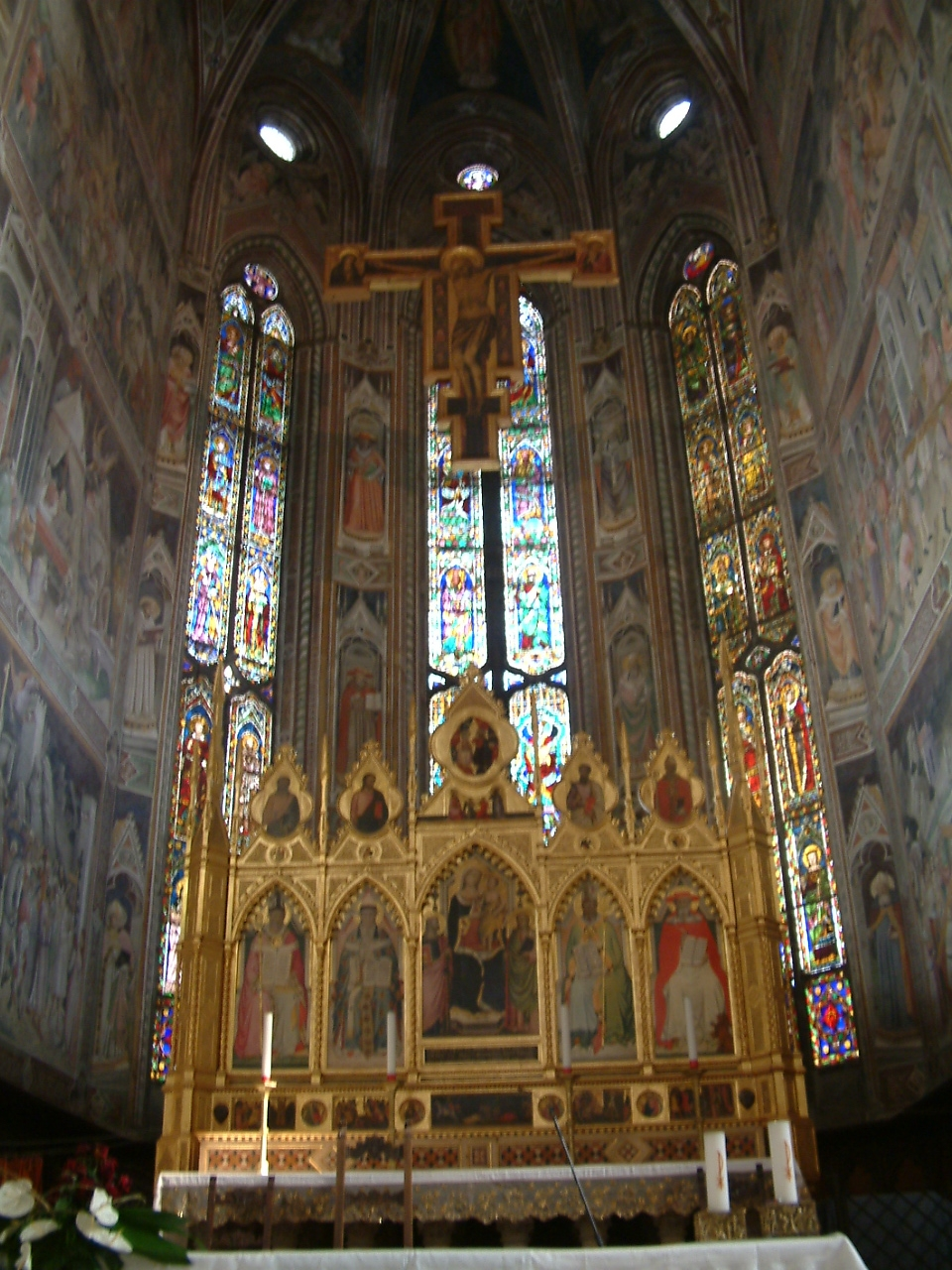
Ołtarz główny

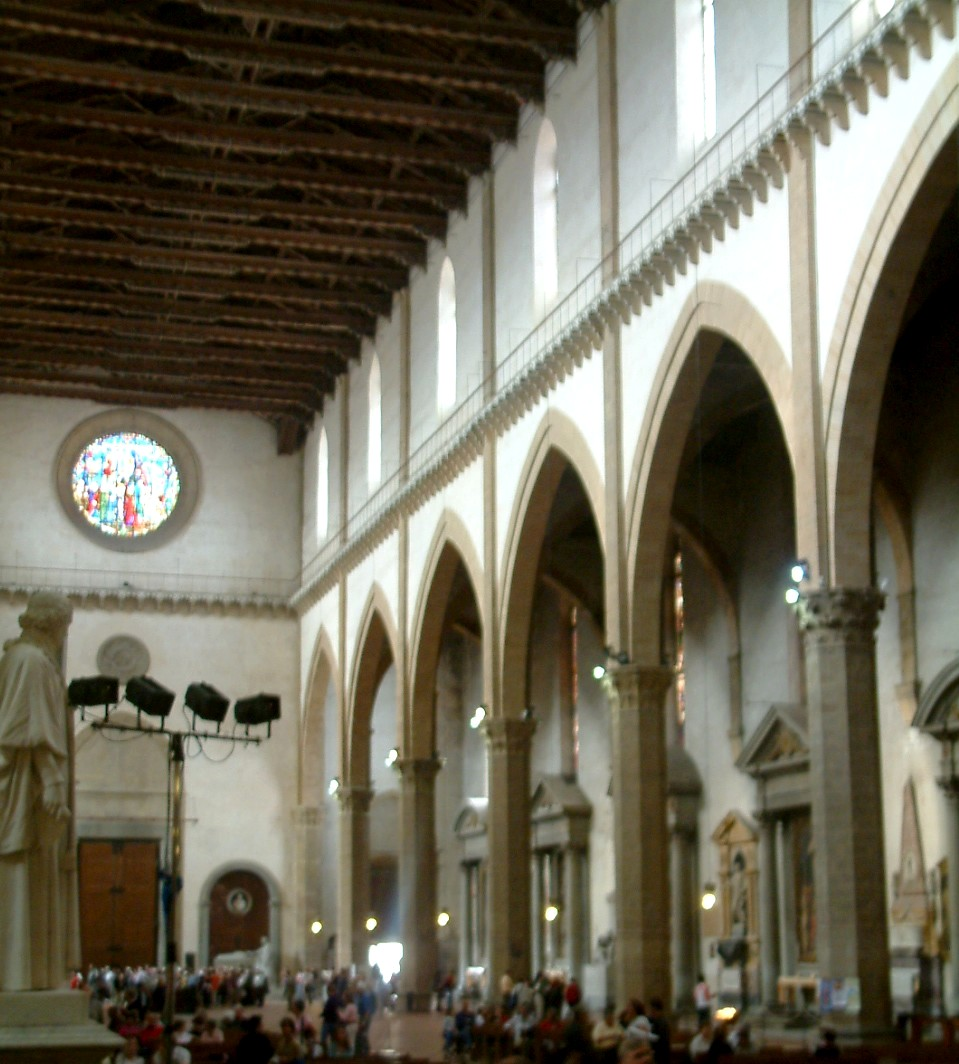
Wnętrze kościoła

Kościół Santa Croce (św. Krzyża) we Florencji – jedna z najważniejszych świątyń franciszkańskich we Włoszech, bazylika mniejsza. Mieści się przy placu św. Krzyża (Piazza di Santa Croce), ok. 800 metrów na południowy wschód od florenckiej katedry. Najprawdopodobniej został zaprojektowany przez Arnolfo di Cambio, mistrza kierującego budową od chwili jej rozpoczęcia w dniu 3 maja 1294 r. Budowa była kontynuowana do 1442. Kościół został konsekrowany przez papieża Eugeniusza IV w 1443 r.
W XV wieku dobudowano nowe kaplice, dziedziniec klasztoru (według projektu Filippo Brunelleschi). Trwały też prace związane z upiększaniem wnętrza. 
Neogotycka fasada zwieńczona trzema tympanonami została zaprojektowana przez N. Matasa w XIX wieku. Również neogotycka dzwonnica pochodzi z okresu późniejszego. Projekt G. Baccaniego zrealizowano w 1847 r.
Trójnawowa, gotycka bazylika została zaprojektowana na planie krzyża egipskiego (w kształcie litery T). Nawy oddzielają od siebie rzędy ośmiobocznych filarów połączonych zaostrzonymi łukami arkad. W konstrukcji dachu nawy głównej zastosowano otwartą więźbę związaną. Całą posadzkę przykrywają kamienne płyty nagrobne. Na przedłużeniu nawy głównej znajduje się Główna Kaplica Capella Maggiore z freskami przedstawiającymi legendę o św. Krzyżu, namalowanymi przez Agnola Gaddiego w 1380. Nad poliptykiem z Madonną i świętymi wykonanym według projektu Nicola Geriniego umieszczony został krucyfiks według szkoły Giotta. Do nawy poprzecznej przylegają liczne kaplice. Wśród nich:
- kaplica Castellanich - znajduje się w niej grobowiec polskiego malarza Michała Bogoria-Skotnickiego (1775-1808), wykonany przez Stefano Ricciego, oraz również arystokraty, polityka (posła na Sejm Czteroletni) i kompozytora, księcia Michała Kleofasa Ogińskiego (1765-1833). W drugim krużganku znajduje się tablica nagrobna Aleksandry Moszczeńskiej, zmarłej w wieku 22 lat w 1838 roku, ukochanej Juliusza Słowackiego. Kaplica ozdobiona jest freskami Agnola Gaddiego z 1385.
- kaplica Baroncellich z freskami Taddea Gaddiego i obrazem Giotta – Koronacja Marii,
- kaplica Medyceuszów, zaprojektowana przez Michelozza, z płaskorzeźbą Donatella i rzeźbami Andrei della Robbia,
- kaplica Veluttich ozdobiona freskami przypisywanymi Cimabuemu,
- kaplica Peruzzich i Bardich z freskami Giotta przedstawiającymi życie św. Jana Ewangelisty i św. Franciszka z Asyżu oraz drewnianym krucyfiksem Donatella,
- kaplica Tosinglich z freskiem Giotta Wniebowzięcie,
- kaplica Pulcich z freskami Bernarda Daddiego,
- kaplica Salvatich - znajduje się w niej nagrobek córki Izabeli Czartoryskiej, Zofii Zamoyskiej z Czartoryskich, zmarłej w 1837 roku. Pomnik wykonał Lorenzo Bartolini. Obok znajduje się nagrobek Zofii Cieszkowskiej z Kickich w formie brązowych "drzwi śmierci", wykonany w latach 1870-72 przez mieszkającego we Florencji poetę i rzeźbiarza Teofila Lenartowicza. Jego dziełem jest również znajdująca się w tym kościele płaskorzeźba – epitafium Włocha Stanislao Bechiego, powstańca styczniowego, przedstawiająca moment jego egzekucji przez Rosjan (1882) we Włocławku.

Wejście do zakrystii zdobi portal Michelozza. Wewnątrz znajduje się kaplica Riuncinich z freskami Giovanniego da Miliano ukazującymi sceny z życia Magdaleny i Marii. 
Okna zdobią witraże z końca XIV wieku. W nawie środkowej, po prawej stronie, znajduje się piętnastowieczna ambona Benedetta da Maiano.
Kościół Santa Croce stał się miejscem spoczynku wielu osobistości Florencji. Z tego powodu często bywa nazywany florenckim Panteonem. Wśród wielu innych w kościele zostali pochowani:
- Michał Anioł (nagrobek zaprojektował Vasari w 1579),
- Galileusz, nagrobek Foggiego 1737,
- Vittorio Alfieri - poeta i dramaturg (nagrobek Canovy 1810),
- Ugo Foscolo - poeta i pisarz
- Gioacchino Rossini - kompozytor
- Niccolò Machiavelli - historyk, dyplomata i pisarz
- Leonardo Bruni - polityk i dyplomata, humanista
- Leone Battista Alberti - humanista, „pierwszy człowiek renesansu”
- Julia Clary-Bonaparte i Charlotta Bonaparte - żona i córka Józefa Bonaparte.

Poza powyższymi w kościele znajduje się również nagrobek-cenotaf Dantego według projektu Stefano Ricciego z 1829 (Dante jest pochowany w Rawennie).
Na zewnątrz, po lewej stronie kościoła, pod arkadowym portykiem znajduje się nagrobek Franciszka Pazziego. Po prawej stronie krużganki i przylegająca do nich kaplica Pazzich oraz Muzeum Kościoła Santa Croce.

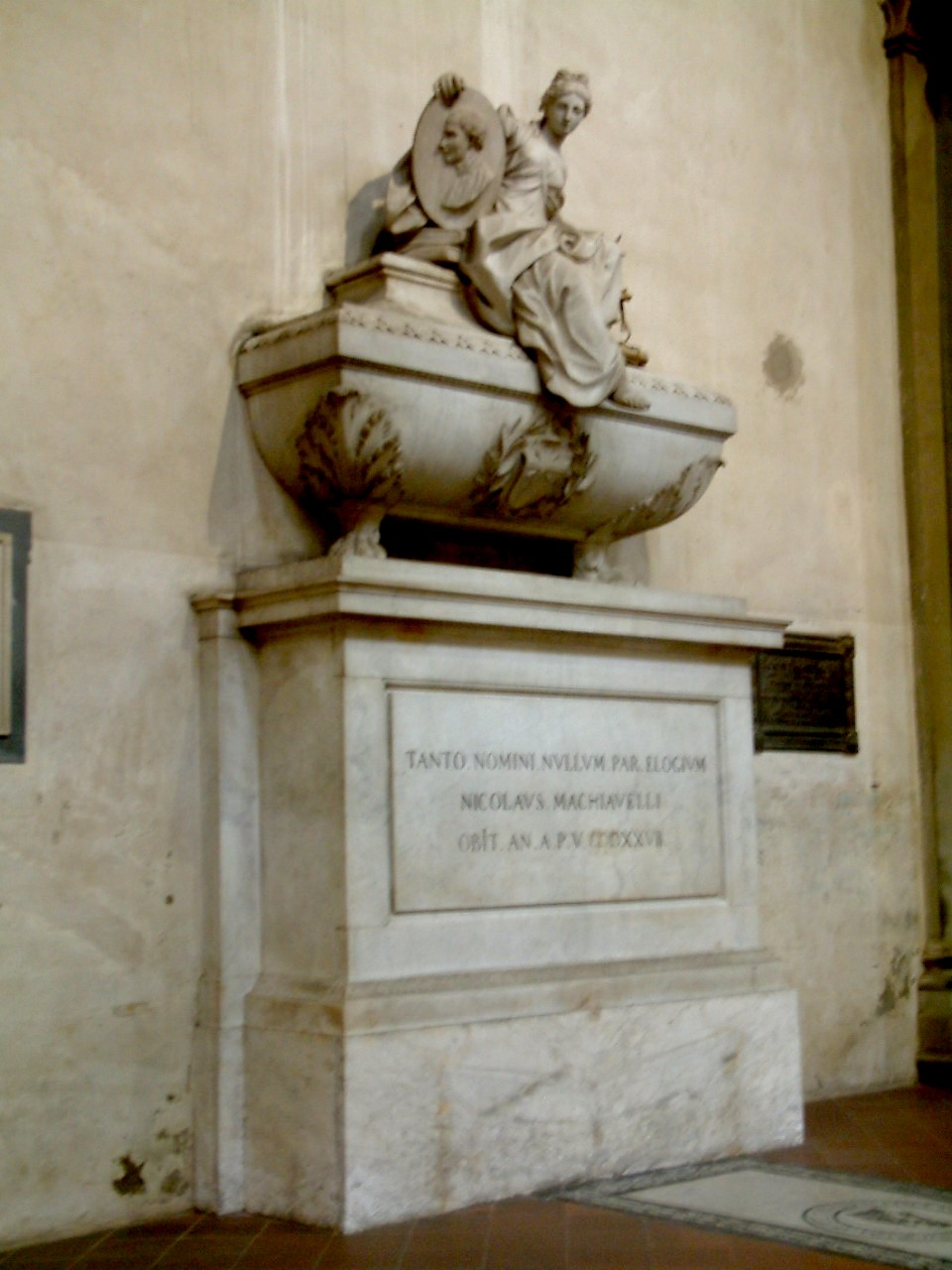
Nagrobek Niccolò Machiavellego
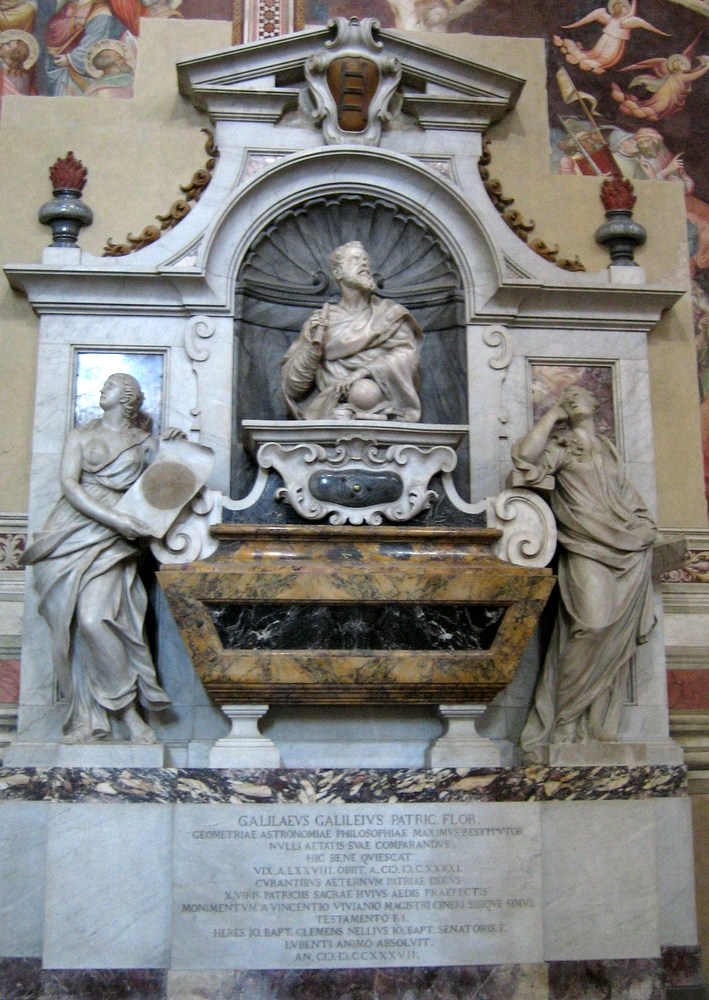
Nagrobek Galileusza
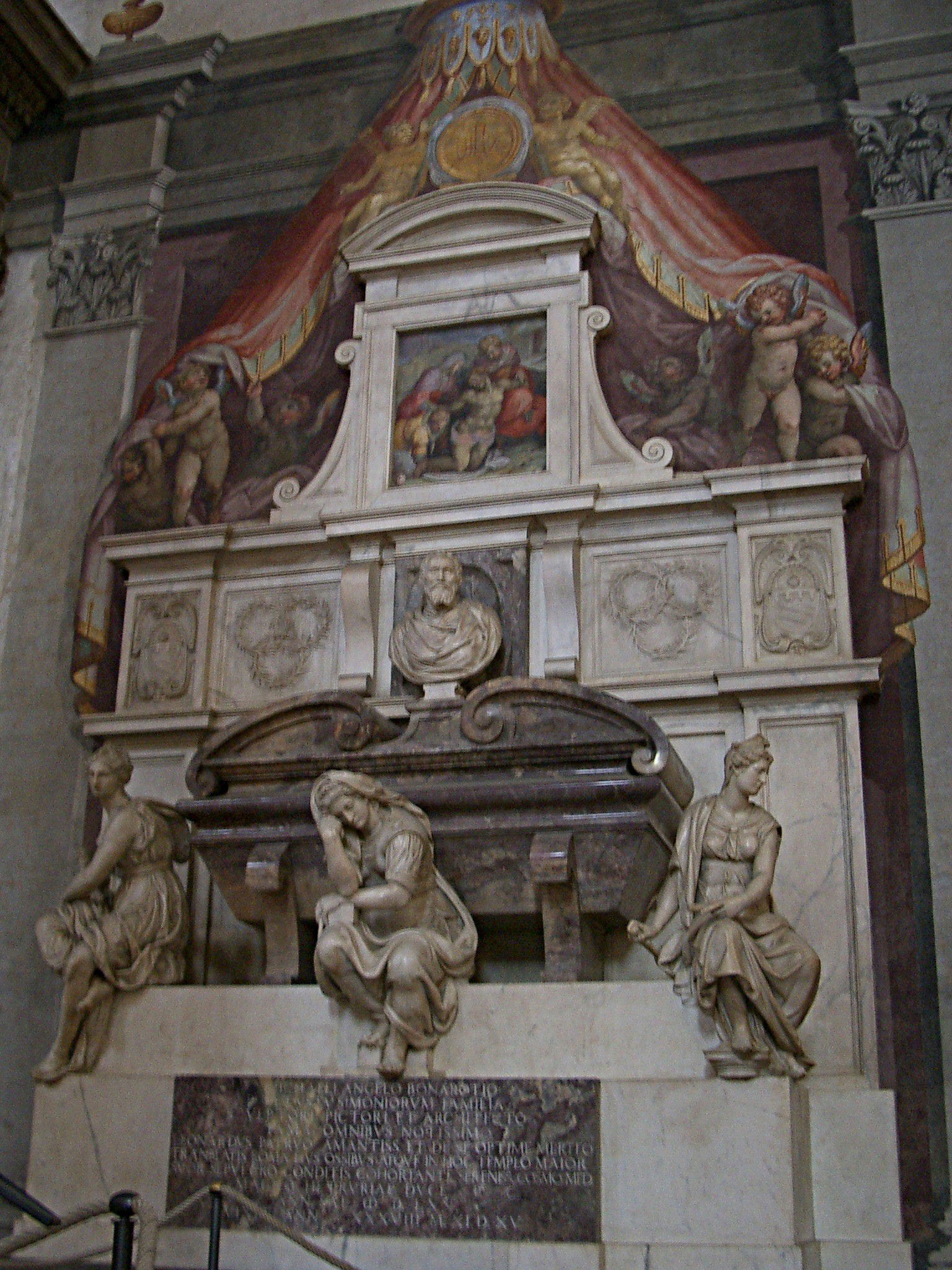
Nagrobek Michała Anioła
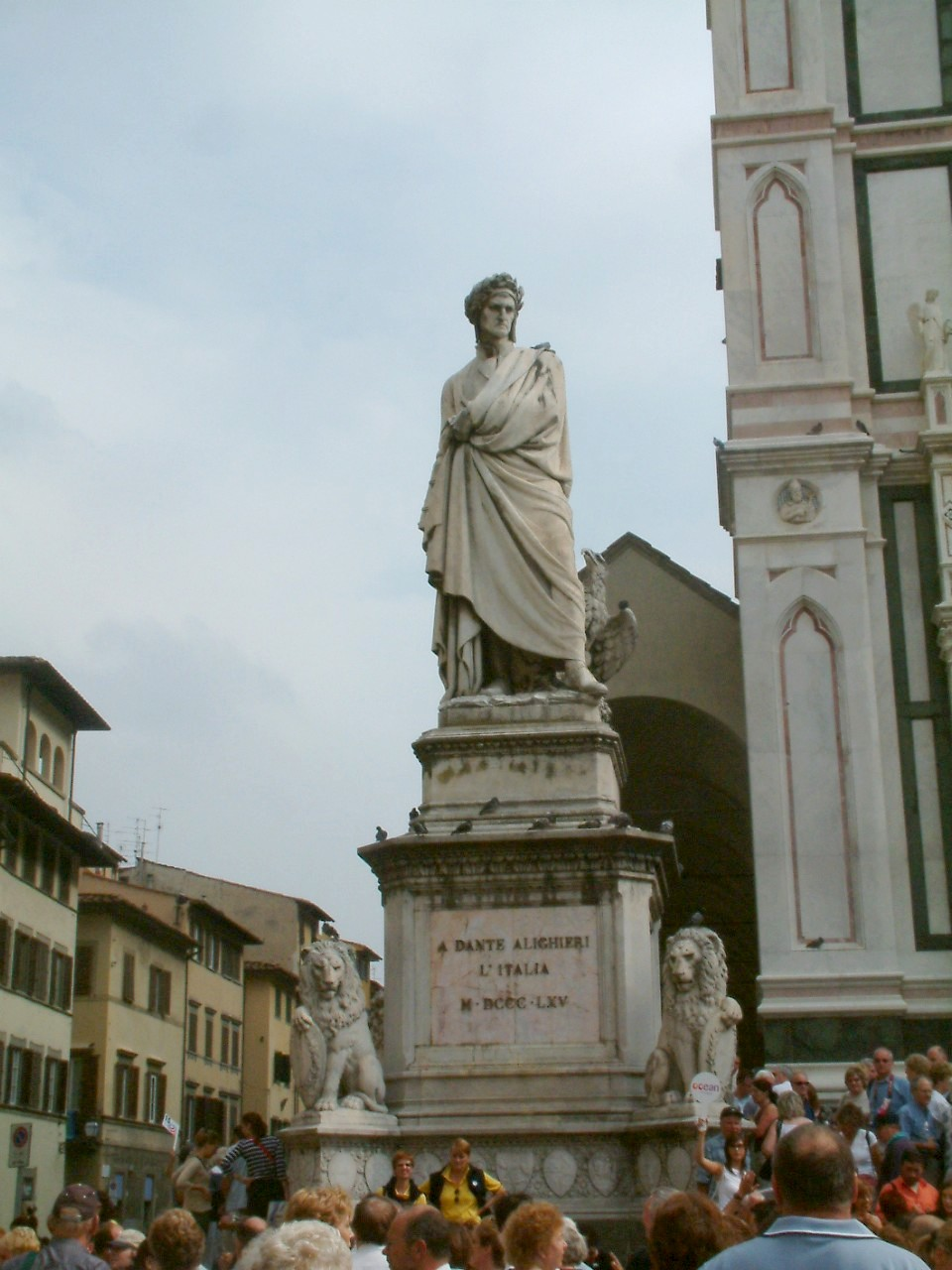
Pomnik Dantego Alighieri przed Santa Croce
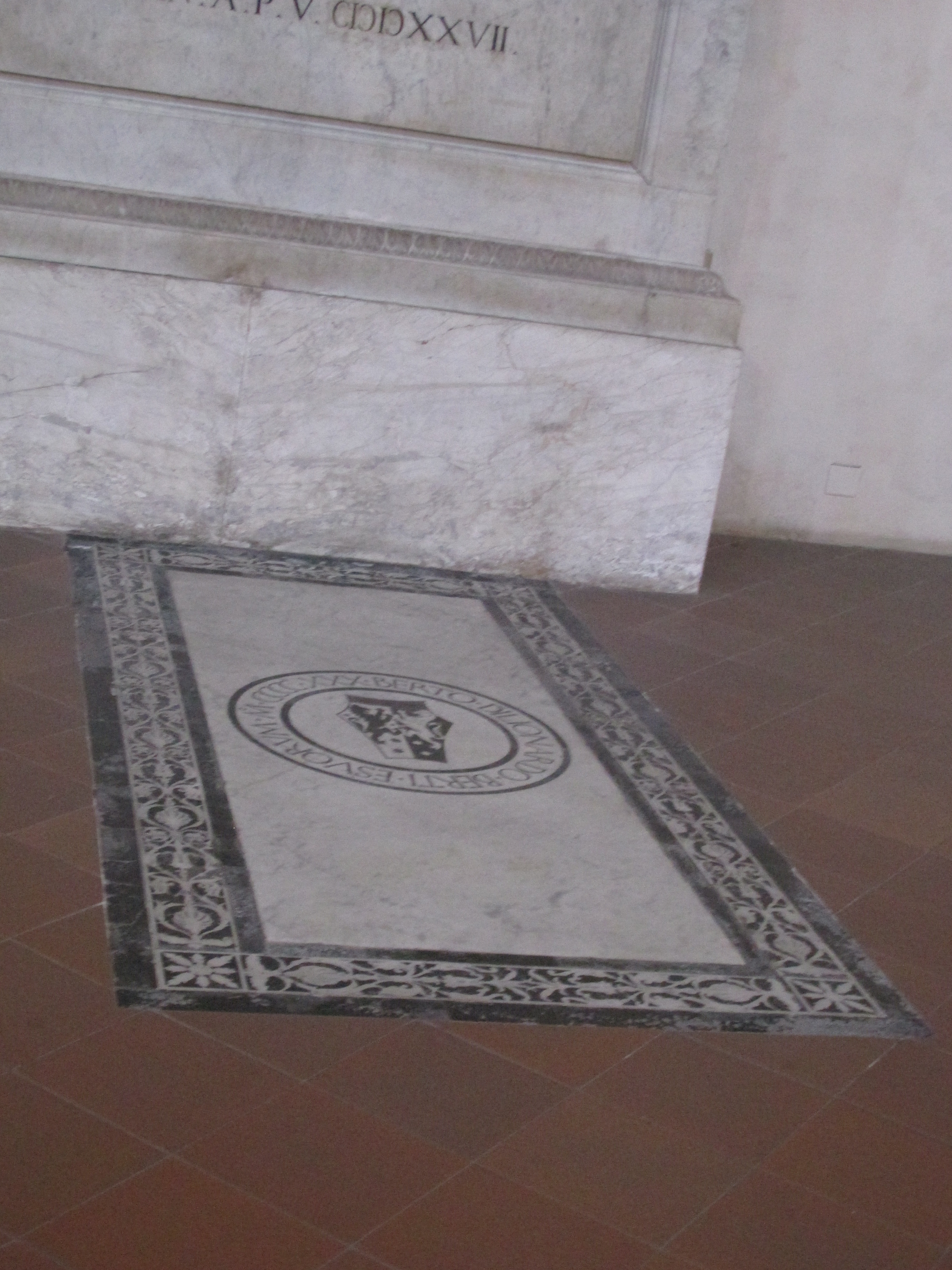
Płyta Berto Berti